# Week-End Musical de Pully
Le Week-End Musical de Pully (connu sous l’acronyme de WEMP) est un festival de musique principalement classique mais également jazz qui a lieu chaque printemps dans la commune de Pully, en Suisse. Le festival accueille des musiciens suisses et internationaux et sert de plateforme pour les jeunes musiciens prometteurs de la Région lémanique. En sus des concerts, le festival propose des masterclasses, des intermédiations musicales ainsi que d'autres évènements liés à l'art et la culture en général. Sa particularité par rapport à d'autres festivals de musique est son principe d'entrée libre sur tous les évènements, alors que tous les artistes sont rémunérés.
Le Week-End Musical de Pully souhaite également être un tremplin pour les jeunes artistes de la région. Ainsi, le public a la chance de découvrir, lors de chaque édition, plus d’une centaine de jeunes musiciens.
En outre, le festival cherche à favoriser la rencontre entre différentes disciplines artistiques. Lors de l’édition 2018, le pianiste Louis Schwizgebel a joué en direct la bande originale d’un film réalisé par son père, le cinéaste Georges Schwizgebel. Le comédien Frank Semelet est également venu prêter son talent à des concerts-lectures (l’Histoire du soldat et Bad Boy of Music) lors de deux éditions du festival.
Chaque édition est couverte par le regard d'un photographe. Après le passage des célèbres Mehdi Benkler et Richard Bellia, le jeune photographe Maxime Genoud a réalisé, lors de l’édition 2019, des photographies au moyen d'un appareil spécialement construit pour l'occasion, à partir d’un violoncelle recyclé.

## Historique
Créé en 2013 sous l'impulsion de Guillaume Hersperger, Benjamin Décosterd, et Caroline Mercier, le Week-End Musical de Pully a accueilli de nombreux musiciens renommés, notamment Gilles Apap, Béatrice Berrut, Louis Schwizgebel, Sylvie Courvoisier, Mark Feldman, François Lindemann, Cédric Pescia, Gottlieb Wallisch, Regula Mühlemann, Christian Favre, Julien Laloux, Gérard Wyss, les Quatuors Sine Nomine, Casal et Kaleidoscope, Félix Froschhammer, Alexandre Cellier, Marc-Antoine Bonanomi, Davide Bandieri, Ulrich Koella, Philippe Huttenlocher, Etienne Hersperger, Lionel Cottet, Jorge Viladoms, Marie-Claude Chappuis, Baiju Bhatt, Valentin Conus, Anthony Fournier, Fanny Monnet, Constantin Macherel, Héléna Macherel, Adriano Koch, ou encore Frederic Bager.
À la suite du succès de la 2e édition du festival, les fondateurs ont fait appel à Bastien Bridel et Frédéric Ney, juristes de formation et anciens élèves de Guillaume Hersperger, pour rédiger les statuts de l'Association APPLAUSE. En 2016, l'Association est reconnue d'utilité publique par le Canton de Vaud.
À l'occasion de la 6e édition du festival, Bastien Bridel et Frédéric Ney sont entrés au Comité organisateur.
Au terme de la 7e édition, Benjamin Décosterd a quitté le Comité organisateur et transmis la présidence du festival à Frédéric Ney.

## Organisation
Le festival est organisé par l'Association APPLAUSE (acronyme d'Art, Promotion, Pully, Lausanne et Environs) dont le but est de promouvoir la musique classique et la culture en général en Suisse romande. L'association est reconnue d'utilité publique par le Canton de Vaud.
Le Comité de l'association (également comité organisateur) est formé de Frédéric Ney (Président), Bastien Bridel (Vice-Président), Guillaume Hersperger (Directeur artistique) et Caroline Mercier (Secrétaire générale), tous bénévoles.
L'exécution du Week-End Musical de Pully est assurée par un staff également bénévole composé de jeunes étudiants, pour la plupart musiciens, amateurs ou professionnels en devenir.

## Financement
Le festival est financé par les ressources suivantes :
- soutiens de fondations, d’associations et des pouvoirs publics ;
- sponsors ;
- mécènes et donateurs ;
- cotisations des membres de l’Association APPLAUSE ;
- recettes provenant de la vente de nourriture et de boissons ;
- collectes à la sortie des concerts.

Le festival limite ses charges par le biais de partenariats avec des entreprises et des commerces locaux (hôtels, magasins d’instruments de musique, fleuristes, boulangers, food trucks, agences de communication événementielle, etc.).

## Scènes
Le Week-End Musical compte 6 scènes :
- La Grande salle de la Maison pulliérane (400 places) ;
- Le Foyer de la maison pulliérane (150 places) ;
- L'Eglise du Prieuré de Pully (250 places) ;
- La Scène extérieure sous tente (100 places) ;
- La Scène de l'esplanade du Prieuré (50 places) ;
- Le Café-théâtre de la Voirie (50 places).

## Réception médiatique
Le Week-end Musical de Pully est régulièrement couvert par les émissions de la chaîne de radio Espace 2 (Radio télévision suisse). Lors de l’édition 2019, l’émission Magnétique du 3 mai 2019, diffusée sur Espace 2, a été enregistrée à la Maison Pulliérane. A cette occasion, Gilles Apap s’est produit en direct accompagné de Guillaume Hersperger. Le Valentin Conus Quartet a également présenté en direct sa version revisitée des Ayres de John Dowland.
En outre, Guillaume Hersperger et Benjamin Décosterd ont été reçus au journal du 12h30 diffusé le 1er mai 2019 sur la chaîne de radio La Première (Radio télévision suisse).
Lors de l’édition 2018, la chaîne de radio LFM (Lausanne FM) a consacré une partie de son émission Faite-nous rêver au Week-End Musical de Pully.
Le Week-End Musical de Pully est également couvert par des articles du 24 heures,,,, du Courrier, du Régional, du Matin, du Lausanne-Cités,, de la Nation, de la Revue Musicale Suisse ou encore de la Revue Musicale de Suisse Romande.